# Tiếng Khalaj
Tiếng Khalaj là một ngôn ngữ Turk được sử dụng ở Iran. Mặc dù chứa nhiều yếu tố Turk cổ, nó đã bị Ba Tư hóa nhiều. Năm 1978, nó được nói bởi 20.000 người tại 50 ngôi làng ở phía tây nam của Tehran, nhưng đến năm 2018 đã giảm chỉ còn 19.000. Tiếng Khalaj có khoảng 150 từ với nguồn gốc không chắc chắn.
Các cuộc khảo sát phát hiện rằng hầu hết cha mẹ người Khalaj quyết định không truyền lại ngôn ngữ cho con cái của họ, vì chỉ có 5 trong số 1000 gia đình dạy tiếng Khalaj cho con cái của họ.
Tiếng Khalaj là hậu thân của một ngôn ngữ Turk cổ mang tên Arghu. Nhà từ điển học người Thổ Nhĩ Kỳ thế kỷ 11 Mahmud al-Kashgari là người đầu tiên đưa ra các ví dụ bằng văn bản về ngôn ngữ Khalaj.
Gerhard Doerfer, người đã khám phá lại tiếng Khalaj, chứng minh rằng đây là ngôn ngữ sớm nhất tách ra từ ngữ chi Turk chung.

## Phân loại
Ngữ hệ Turk bao gồm ít nhất 35 ngôn ngữ, được sử dụng bởi các dân tộc Turk.
Mặc dù ban đầu được cho là có liên quan chặt chẽ với tiếng Azerbaijan, tiếng Khalaj đã được phân loại thành một nhánh riêng biệt của ngữ hệ Turk. Bằng chứng cho điều này bao gồm việc duy trì sự tương phản về độ dài nguyên âm với tổ ngữ tiếng Turk, đầu từ *h, và không có sự thay đổi âm *d → y, đặc trưng của các ngôn ngữ Oghuz.
Đặc tính duy trì của tiếng Khalaj có thể được nhìn thấy bằng cách so sánh với các ngôn ngữ Turk khác; ví dụ, trong tiếng Khalaj, từ "chân" là hadaq, trong khi từ cùng gốc trong các ngôn ngữ Oghuz gần đó là ayaq (tiếng Thổ Nhĩ Kỳ: ayak). Do việc duy trì những đặc điểm cổ xưa này, một số học giả đã suy đoán rằng người Khalaj là hậu duệ của dân tộc Turk Arghu.
Ethnologue và ISO đã từng liệt kê một ngôn ngữ Tây Bắc Iran tên là "Khalaj" với số người nói tương tự ngôn ngữ Turk. Người Khalaj nói ngôn ngữ Turk của họ cùng với tiếng Ba Tư, và tiếng Khalaj thuộc nhóm Tây Bắc Iran bị coi là một sự nhầm lẫn.

## Phân bố địa lý
Tiếng Khalaj được nói chủ yếu ở tỉnh Markazi ở Iran. Gerhard Doerfer cho rằng số lượng người nói là khoảng 17.000 người vào năm 1968 và 20.000 người vào năm 1978. Theo Ethnologue, con số này là 42.107 người vào năm 2000.

## Ngữ pháp

### Cú pháp học
Khalaj sử dụng cấu trúc câu chủ–tân–động giống như nhiều ngôn ngữ Turk khác. Tính từ luôn đứng trước danh từ.

## Từ vựng
Cốt lõi của từ vựng Khalaj là tiếng Turk, nhưng nhiều từ đã được vay mượn từ tiếng Ba Tư. Từ vựng từ các ngôn ngữ Turk lân cận như tiếng Azerbaijan cũng đã được đưa vào tiếng Khalaj.

## Ví dụ
Ví dụ của văn bản tiếng Khalaj:
| Bản dịch | IPA | Bảng chữ cái Latinh                                                                                   |
| --- | --- | --- |
| Dạo nọ, Mullah Nasreddin có một cậu con trai.                                                                                     | biː ki.niː mol.laː nas.ɾæd.diː.niːn oɣ.lu vaːɾ-aɾ.ti                                                                    | Bî kinî mollâ nasrəddînîn oğlu vâr-arti.                                                              |
| Người con nói, "Cha ơi, con muốn có vợ."                                                                                          | hay.dɨ ki "æj baː.ba, mæŋ ki.ʃi ʃæj.jo.ɾum"                                                                             | Haüdı ki "Əy bâba, mən kişi şəyyorum."                                                                |
| Cha nói, "Con ơi, chúng ta có một con bò; hãy lấy con bò này và bán nó. Với số tiền thu được, chúng ta sẽ mua cho con một cô vợ!" | hay.dɨ ki "bɒː.ba bi.zym biː sɨ.ɣɨ.ɾɨ.myz vaːɾ, je.tip bo sɨ.ɣɨ.ɾɨ saː.tɨ, naɣd ʃæj.i puˑ.lĩn, jæk biz sæ̃ ki.ʃi al.duq" | Haüdı ki "Bâba bizüm bî sığırımüz vâr, yetip bo sığırı sâtı. Nağd şəyi pûlîn, yək biz sə̃ kişi alduq!" |